# Arturo Givovich
Arturo Givovich (Gjivovich en croata; Chile, 1855-Santiago, Chile, 1905) fue un escritor, comerciante y oficial del Ejército de Chile de origen croata que participó en la Guerra del Pacífico (1879-1883). Escribió novelas, cuentos y obras de teatros, y fue uno de los primeros escritores chilenos de origen croata.
Su tipo de literatura es de estilo costumbrista, perteneció a la generación que más amplió la gama de los temas que se escriben y acercó el costumbrismo a la cultura literaria de Chile y se acercó más al castellano coloquial: Pedro Ruiz Aldea, Román Vial, Daniel Barros Grez y otros.
Es descendiente de Arturo Givovich, quien era médico del barco pirata de sir Francis Drake.

## Obras
- Todo, menos solterona, 1877
- El rigor de la corneta, 1889
- Escenas y tipos. Artículos de costumbres, Valparaíso, 1890
- El valdiviano, 1903.